# Lenah Cheruiyot
Ne doit pas être confondu avec Linah Cheruiyot.
Pour les articles homonymes, voir Cheruiyot.
Lenah Jemutai Cheruiyot, née le 1er mars 1973, est une athlète kényane.

## Carrière
Lenah Cheruiyot remporte le Würzburger Residenzlauf en 2001 et 2002. Elle obtient la médaille d'or par équipes aux Championnats du monde de semi-marathon 2002 à Bruxelles. Elle remporte le cross de Hannut en 2003, le 20 km de Paris en 2004, le semi-marathon de Lille en 2004, le semi-marathon de Paris en 2005 et en 2008 et le marathon de Venise en 2006 et en 2007.